# Pierre La Motte
Pierre de Saint-Paul de La Motte (Pierre de Saint-Paul, sieur de La Motte ou Pierre Lamotte) (d. 27 novembre 1685) a été capitaine d'une compagnie du Régiment de Carignan-Salières qui a été dépêchée à la Nouvelle-France (Canada) en 1665 par le roi Louis XIV pour protéger les colons français aidé par les Algonquiens contre les attaques des Iroquois.

## Historique
Natif de Lot-et-Garonne en France, il a servi comme enseigne au régiment en 1657 pour le régiment de Conti ensuite en tant que capitaine dans le régiment d'Estrade.
Sa société et lui ont navigué sur un navire royal, l'Aigle d'Or de La Rochelle, France. Le 13 mai 1665 accompagnant le Marquis de Salières, Colonel du régiment, ils ont débarqué à Québec au cours de la troisième semaine d'août, 1665 après environ 95 jours en mer.
La compagnie de La Motte a été presque immédiatement dépêché à fortifier le flanc sud de la Nouvelle-France. Ils ont construit une série de forts reliant le fort Sainte-Thérèse et le Fort Saint-Louis (Chambly). En 1666, la compagnie fait construire un fort sur une petite île surplombant l'extrémité nord du "lac Iroquois" aujourd'hui, le lac Champlain. Le fort a été occupé par une garnison d'environ 300 soldats français au cours des quatre prochaines années, période après laquelle les troupes ont été redirigées vers Québec. Avant de battre en retraite, le fort fut détruit par les soldats français. La Motte a été fait commandant à Montréal et plus tard gouverneur intérimaire. Fort Sainte-Anne a été le premier établissement européen au Vermont.
Le capitaine La Motte a choisi de ne pas rester en Nouvelle-France comme un colon et il revint en France à l'été de 1670 (ou éventuellement à la fin de 1673), avec quelques membres de son régiment. Il mourut à Gadencourt.
Isle La Motte au Vermont, une petite île dans le lac Champlain, lequel a été le site du Fort Sainte-Anne, a été nommé en honneur de Pierre La Motte.

## Sources
- Dictionnaire biographique du Canada
- Lucien Bély (dir.), Dictionnaire Louis XIV, Paris, éditions Robert Laffont, coll. « Bouquins », 2015, 1405 p. (ISBN 978-2-221-12482-6)
- Michel Vergé-Franceschi (dir.), Dictionnaire d'Histoire maritime, éditions Robert Laffont, coll. « Bouquins », 2002